# Újtölgyes (Szlovákia)
Újtölgyes (szlovákul Nová Dubnica) város Szlovákiában, a Trencséni kerületben, az Illavai járásban. Kiskelecsény és Nagykelecsény tartozik hozzá.

## Fekvése
Trencséntől 8 km-re északkeletre, a Vág bal oldalán fekszik.

## Története

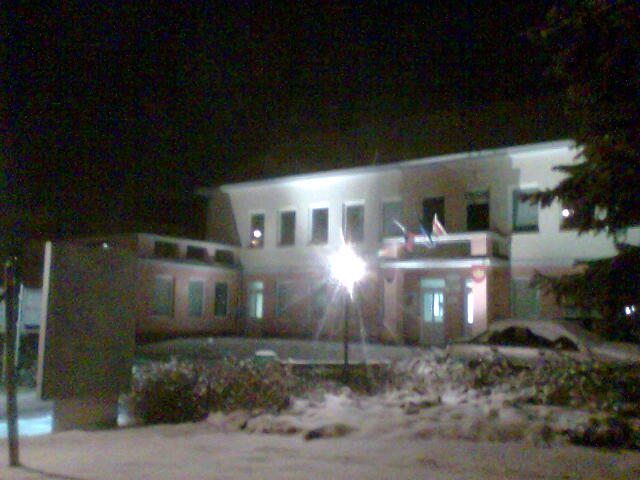
A polgármesteri hivatal

Máriatölgyes délnyugati határából 1953-ban keletkezett a kisváros, amelyhez Kiskelecsény és Nagykelecsény falvakat is hozzácsatolták. Az építés 1952 augusztusában indult meg, az első lakók 1953-ban költöztek be a lakásokba. 1956-ban már több mint kétezer lakosa volt a településnek, 1960-ban városi rangot kapott.

## Népessége
| Év:            | 1994.  | 2004.   | 2014.   | 2024.   |
| -------------- | ------ | ------- | ------- | ------- |
| Emberek száma: | 12 559 | 12 032  | 11 262  | 10 272  |
| Eltérés:       |        | -4,19 % | -6,39 % | -8,79 % |

| Év:            | 2023.  | 2024.   |
| -------------- | ------ | ------- |
| Emberek száma: | 10 381 | 10 272  |
| Eltérés:       |        | -1,04 % |

2001-ben 12 358 lakosából 11 817 szlovák volt.
2011-ben 11 466 lakosából 10 355 szlovák, 150 cseh és 20 magyar volt.

## Neves személyek
- Itt született 1984. április 8-án Júlia Liptáková topmodell.

## Nevezetességei
- Sgraffitokerámia- vagy mozaikdíszítésű, 1959 és 1961 között épített lakóházai.
- A Szlovákiában elsőként, 1969-ben épített panoráma-filmszínház, a művészi díszítésű Panorex, amelyben többször rendeztek kiállítást régi gramofonokból és rádió-vevőkészülékekből Historic Ear néven. A moziban minden évben van vertcsipke-kiállítás is.